# Abraham ben Isaac de Narbona
Abraham ben Isaac de Narbona (1110-1158) fue un rabino provenzal, también conocido como RABAD II, y fue el autor de una obra halájica llamada Ha-Eshkol. Abraham ben Isaac probablemente nació en Montpellier. Su maestro fue el Rabino Moisés ben Joseph ben Merwan ha-Levi, y durante la vida de este último, Abraham fue nombrado presidente (Av Beth Din) del tribunal rabínico (Bet Din) de Narbona, formado por nueve miembros, y se convirtió en el director de la academia rabínica y talmúdica de Narbona. En esta última función, enseñó a dos importantes talmudistas de la Provenza, el Rabino Abraham ben David (RABAD III), quien luego se convirtió en su yerno, y el Rabino Zerahiah ha-Levi. Abraham ben Isaac murió en Narbona en 1158.

## Obras literarias
Como la mayoría de los estudiosos provenzales, el RABAD II fue un autor diligente, que compuso numerosos comentarios sobre el Talmud, todos ellos sin embargo, se han perdido, a excepción del comentario del tratado Baba Batra, del cual se conservó un manuscrito en la ciudad de Munich, en Alemania. Se pueden encontrar numerosas citas de estos comentarios, en los escritos de Zerahiah Gerondi, Nahmánides, Nissim Gerondi, y otros rabinos. Muchas de sus explicaciones de los pasajes talmúdicos, también se repiten en su responsa rabínica, y muestran su método y su pensamiento. En los comentarios de Abraham sobre el Talmud babilónico, parece que tomó a Rashi como su modelo. Porque están marcados por la misma precisión y claridad de exposición. Una idea del conocimiento talmúdico de este escritor, se puede obtener de su libro Ha-Eshkol (tres partes de la cual se publicaron entre los años 1867 y 1868). Esta obra, cuya cuarta parte existe en un manuscrito, en la biblioteca de la Alianza Israelita de París, se inspiró en la conocida obra del Rabino Isaac Alfasi (el Rif), y fue el primer intento importante de redactar un código legal, hecho por los judíos franceses. Sin embargo, no se puede decir que iguale el trabajo de Alfasi en originalidad o en profundidad, pero contenía algunas mejoras notables en su modelo, como la disposición de sus contenidos según el tema y la materia, lo que facilitó enormemente su uso práctico. El RABAD II también se basó en el Talmud de Jerusalén, y en la literatura de los sabios del periodo de los Gueonim, mucho más exhaustivamente que Isaac Alfasi, y trató muchos temas que fueron considerados brevemente por este último. Su profundidad y perspicacia sin embargo, se muestran mucho mejor en su responsa rabínica, citada en la colección Temim Deim (cuarta parte de la obra Tumat Yesharim, escrita por Benjamin Motal, en la ciudad de Venecia, Italia, en 1622, y en el libro Séfer ha-Terumot, de Samuel Sardi. Otra respuesta enviada a Joseph ben Hen (Graziano) de Barcelona, y a Meshulam ben Jacob de Lunel, se encontró en un manuscrito del Barón de Günzburg, en la ciudad rusa de San Petersburgo. Como autoridad rabínica reconocida, y como el presidente del tribunal rabínico, a menudo se le pedía que tomara una decisión sobre cuestiones difíciles, y sus respuestas muestran que no solo era un exégeta lúcido, sino también un pensador lógico. La influencia de Abraham de Narbona sobre el estudio talmúdico en la Provenza no debería ser subestimada. El Languedoc se formó como región, y creó un enlace de conexión entre el Reino de España, y el norte de Francia, de igual manera, los eruditos judíos desempeñaban el papel de intermediarios entre los judíos de ambos países. Abraham ben Isaac representó fielmente esta función, fue el intermediario entre la dialéctica empleada por los tosafistas de Francia, y la ciencia sistemática de los rabinos españoles. Los codificadores franceses e italianos, como Aaron ha-Kohen de Lunel, Zedekiah ben Abraham, y muchos otros rabinos, tomaron la obra de Abraham ben Isaac como modelo, y no fue hasta la aparición del Arba Turim, escrito por el Rabino Jacob ben Asher, un judío alemán residente en España, que la obra Ha-Eshkol perdió su importancia, y se hundió en un relativo olvido. La escuela de pensamiento fundada por Abraham ben Isaac, se ejemplifica en el RABAD III, y en Zerahiah ha-Levi, sin embargo, Abraham de Narbona fue el creador de un sistema de crítica talmúdica, y el método que empleó, no era otro que la dialéctica tosafista, modificada y simplificada, por el pensamiento lógico judío español.